# Fútbol en Polonia

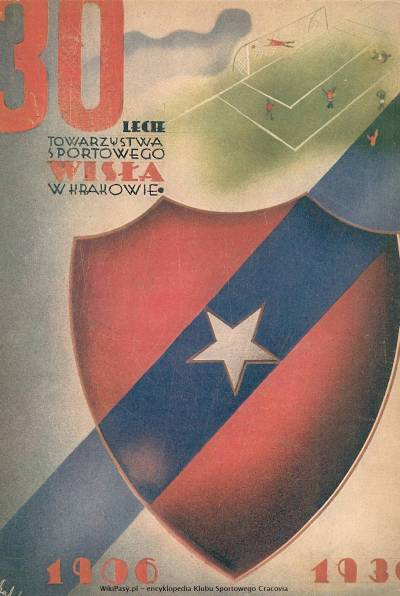
Cartel conmemorativo del 30.º aniversario del Wisla Cracovia en 1936, uno de los equipos más exitosos de Polonia.

El fútbol es el deporte más popular en Polonia. Los primeros clubes profesionales se fundaron en el año 1900, y la selección nacional polaca de fútbol jugó su primer partido internacional en 1921. Polonia organizó, junto a Ucrania, la Eurocopa 2012.
Hay cientos de equipos de fútbol profesionales y aficionados en Polonia, que se organizan en un sistema de ligas de tipo piramidal, con una primera división a la que le siguen una segunda y tercera división, 8 niveles regionales de cuarta división y 19 ligas regionales que conforman la quinta división. Además, la Asociación Polaca de Fútbol, el máximo organismo del fútbol polaco, organiza la Copa de Polonia y la Supercopa. En Polonia existen 5.891 clubes de fútbol y 656.964 fichas federativas.

## Competiciones oficiales entre clubes
- Ekstraklasa: es la primera división del fútbol polaco. Fue fundada en 1927 y está compuesta por 18 clubes.
- I Liga: es la segunda división en el sistema de ligas polaco. Está compuesta por 18 clubes, de los cuales tres ascienden a la Ekstraklasa.
- II Liga: es la tercera división en el sistema de ligas polaco. Fue fundada en 1966 y está compuesta por 18 clubes, de los cuales tres ascienden a la I Liga y cuatro descienden a la III Liga.
- III Liga: es la cuarta división en el sistema de ligas polaco. Fue fundada en 2000 y está compuesta por cuatro grupos de 18 equipos cada uno.
- IV Liga: es la quinta división en el sistema de ligas polaco y está formada por 288 equipos, que se dividen en 18 grupos de 16 equipos cada uno.
- Copa de Polonia: es la copa nacional del fútbol polaco, organizada por la Asociación Polaca de Fútbol y cuyo campeón tiene acceso a disputar la Liga Europa Conferencia de la UEFA.
- Supercopa de Polonia: competición que enfrenta al campeón de la Ekstraklasa y al campeón de Copa.

## Selecciones de fútbol de Polonia

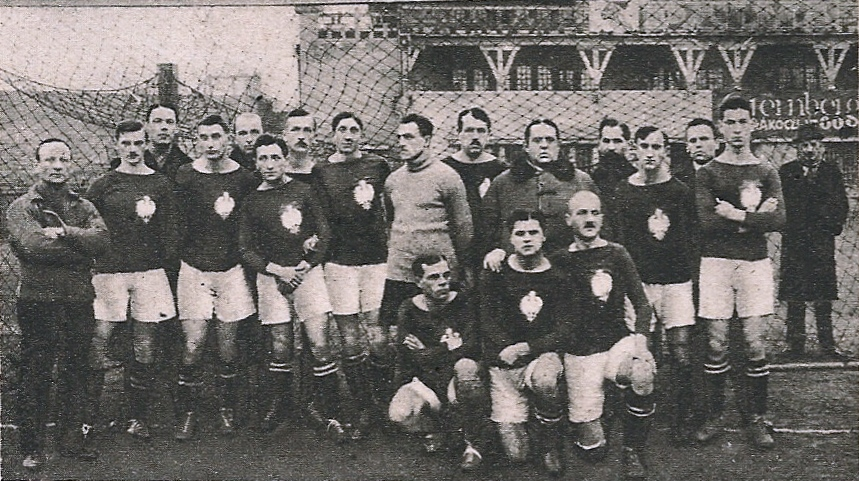
Imagen de la selección polaca el día de su debut oficial en 1921 ante Hungría.

### Selección absoluta de Polonia
La selección de Polonia, en sus distintas categorías, está controlada por la Asociación Polaca de Fútbol.
La selección polaca disputó su primer partido oficial el 18 de diciembre de 1921 y se enfrentó a Hungría, partido que se resolvió con victoria por un gol a cero favorable a los húngaros, en un encuentro disputado en Budapest. Polonia ha disputado ocho Copas del Mundo de la FIFA y cuatro Eurocopas. El mejor resultado del combinado polaco en una Copa Mundial fueron dos terceras posiciones obtenidas en la Copa Mundial de la FIFA de 1974 y en 1982, cuando figuraban en su equipo Grzegorz Lato y Zbigniew Boniek, considerados dos de los mejores futbolistas que ha dado el país. Actualmente, el jugador con mayor número de partidos disputados y goles anotados es el delantero Robert Lewandowski.

### Selección femenina de Polonia
La selección femenina debutó el 27 de junio de 1981 y hasta el momento no ha logrado clasificarse para una fase final de la Copa del Mundo, Eurocopa o Juegos Olímpicos. Maria Makowska es la futbolista que más internacionalidades tiene, con 111 partidos oficiales, y la máxima goleadora es Ewa Pajor.